# تئونی وی. آلدریج
تئونی وی. آلدریج (انگلیسی: Theoni V. Aldredge؛ ۲۲ اوت ۱۹۲۲ – ۲۱ ژانویهٔ ۲۰۱۱) یک طراح صحنه و لباس اهل ایالات متحده آمریکا بود. 